# Karolina Kukuczka
Karolina Kukuczka (ur. 14 grudnia 2002) – polska biegaczka narciarska, olimpijka z Pekinu 2022.
Mieszka w Koniakowie.
W grudniu 2023 roku ogłosiła rezygnację z wyczynowego uprawiania sportu.

## Udział w zawodach międzynarodowych
| Impreza                        | Rok  | Gospodarz      | Konkurencja               | Miejsce |                      |      |       |                   |     |
| ------------------------------ | ---- | -------------- | ------------------------- | ------- | -------------------- | ---- | ----- | ----------------- | --- |
| Impreza                        | Rok  | Gospodarz      | Konkurencja               | Miejsce | Igrzyska olimpijskie | 2022 | Pekin | bieg indywidualny | 64. |
| sztafeta kobiet                | 14.  |                |                           |         | Igrzyska olimpijskie | 2022 | Pekin |                   |     |
| Mistrzostwa świata             | 2021 | Oberstdorf     | bieg indywidualny         | 65.     |                      |      |       |                   |     |
| Mistrzostwa świata             | 2021 | Oberstdorf     | bieg łączony              | 53.     |                      |      |       |                   |     |
| Mistrzostwa świata             | 2021 | Oberstdorf     | sprint                    | 71.     |                      |      |       |                   |     |
| Mistrzostwa świata             | 2021 | Oberstdorf     | sztafeta                  | 12.     |                      |      |       |                   |     |
| Mistrzostwa świata juniorów    | 2020 | Oberwiesenthal | 15 km st. dowolnym        | 45.     |                      |      |       |                   |     |
| Mistrzostwa świata juniorów    | 2021 | Vuokatti       | 5 km st. dowolnym         | 43.     |                      |      |       |                   |     |
| Mistrzostwa świata juniorów    | 2021 | Vuokatti       | 15 km st. klasycznym      | 51.     |                      |      |       |                   |     |
| Mistrzostwa świata juniorów    | 2021 | Vuokatti       | sztafeta                  | 6.      |                      |      |       |                   |     |
| Mistrzostwa świata juniorów    | 2022 | Lygna          | 5 km st. klasycznym       | 35.     |                      |      |       |                   |     |
| Mistrzostwa świata juniorów    | 2022 | Lygna          | 15 km st. dowolnym        | 28.     |                      |      |       |                   |     |
| Mistrzostwa świata juniorów    | 2022 | Lygna          | sztafeta                  | 11.     |                      |      |       |                   |     |
| Igrzyska olimpijskie młodzieży | 2020 | Lozanna        | 5 km st. klasycznym       | 21.     |                      |      |       |                   |     |
| Igrzyska olimpijskie młodzieży | 2020 | Lozanna        | cross                     | 35.     |                      |      |       |                   |     |
| Igrzyska olimpijskie młodzieży | 2020 | Lozanna        | sprint                    | 44.     |                      |      |       |                   |     |
| Uniwersjada                    | 2023 | Lake Placid    | 5 km st. klasycznym       | 28.     |                      |      |       |                   |     |
| Uniwersjada                    | 2023 | Lake Placid    | 5 km st. dowolnym         | 38.     |                      |      |       |                   |     |
| Uniwersjada                    | 2023 | Lake Placid    | sprint drużynowy mieszany | 26.     |                      |      |       |                   |     |

### Slavic Cup

#### Miejsca w klasyfikacji generalnej
| Sezon     | Miejsce |
| --------- | ------- |
| 2018/2019 | 14.     |
| 2019/2020 | 9.      |
| 2020/2021 | 9.      |
| 2021/2022 | 1.      |
| 2022/2023 | 40.     |

### Mistrzostwa Polski
W tabeli przedstawiono wyłącznie pozycje medalowe. Źródło:
| Miejsce | Dzień    | Rok  | Miejscowość      | Konkurencja             | Czas biegu   | Strata    | Zwycięzca                     |
| ------- | -------- | ---- | ---------------- | ----------------------- | ------------ | --------- | ----------------------------- |
| 2.      | 28 marca | 2019 | Szklarska Poręba | sprint drużynowy (dow.) | 24:01,26 min | + 53,81 s | LKS Markam Wiśniowa Osieczany |
| 1.      | 25 marca | 2022 | Zakopane         | sztafeta 4 x 5 km       | 1:02:42,2 h  | -         | -                             |
| 2.      | 26 marca | 2022 | Zakopane         | 5 km stylem klasycznym  | 15:50,5 min  | + 39,2 s  | Monika Skinder                |
| 2.      | 27 marca | 2022 | Zakopane         | 7,5 km stylem dowolnym  | 21:03,6 min  | + 2,2 s   | Monika Skinder                |